# 8mm
8mm es una película estadounidense de suspense de 1999, dirigida por Joel Schumacher. Escrita por Andrew Kevin Walker, está protagonizada por Nicolas Cage, Joaquín Phoenix, James Gandolfini, Catherine Keener, Peter Stormare, Anthony Heald y Chris Bauer. 
Cage encarna a Tom Welles, un detective privado que se adentra en el bajo mundo de la pornografía para investigar una película snuff.

## Argumento
El  detective privado Tom Welles es contactado por Daniel Longdale, abogado de la adinerada viuda Mrs. Christian, cuyo esposo ha muerto recientemente. Mientras limpia la caja fuerte de su difunto marido, ella y el señor Longdale encuentran una película de 8 mm que parece representar un verdadero asesinato, pero la señora Christian quiere saber con certeza de dónde proviene tal película.
Después de mirar varios ficheros de personas desaparecidas, Welles descubre que la joven es Mary Ann Mathews, y visita a su madre, Janet Mathews. Mientras recorre la casa con el permiso de la madre, encuentra el diario de Mary Ann, en el que dice que fue a Hollywood a convertirse en una estrella de cine. Le pregunta a la señora Mathews si quiere saber la verdad, aunque sea horrible. Ella dice que quiere saber qué le pasó a su hija.
En Hollywood, con la ayuda de un empleado de una tienda de videos para adultos llamado Max California, Welles entra en el sórdido mundo de la pornografía ilegal. El contactar a un sórdido actor pornográfico llamado  Eddie Poole, los conduce al director Dino Velvet, cuyas violentas películas pornográficas tienen como protagonista a un hombre enmascarado conocido como «Machine». Para obtener más evidencia, Welles pretende ser un cliente interesado en la puesta en marcha de una película pornográfica dirigida por Velvet y protagonizada por Machine. Velvet acepta y organiza una reunión en la ciudad de Nueva York.
En la reunión, el abogado Longdale aparece y explica que Christian lo contrató para obtener una  película snuff. Longdale dice que le comentó a Velvet que Welles podría venir a buscarlos. Al darse cuenta de que la película era auténtica, Welles sabe que su vida corre peligro. Velvet y «Machine» atacan salvajemente a Max California, a quien secuestran para obligar a Welles a traerles la única copia existente de la película ilegal. Una vez que lo entrega, lo queman y matan a California. Cuando están a punto de matar a Welles, les dice que Christian había pagado un millón de dólares por la película. Velvet, Poole y Machine recibieron menos de lo que esperaban y Longdale conservó la mayor parte. En una pelea subsiguiente, Velvet y Longdale son asesinados; Welles hiere a «Machine» y escapa.
Llama a la señora Christian para contarle lo descubierto  y le recomienda ir a la policía, con lo que ella está de acuerdo. Llegando a su finca, a Welles se le dice que la Sra. Christian se suicidó después de escuchar la noticia. Dejó sobres para la familia Mathews y Welles, en el cual se encuentra el resto de su pago y una nota que dice: «Trata de olvidarnos».
Welles decide buscar justicia para la muchacha asesinada matando a la gente restante implicada. Siguiendo a Poole, Welles lo lleva al lugar donde pensaba dispararle e intenta matarlo. Llama a la señora Mathews para hablarle acerca de su hija y le pide  permiso para castigar a los responsables. Con eso, regresa y lo mata golpeándolo con su pistola. Luego quema su cuerpo y el material pornográfico que se encontraba dentro de su auto. Welles le sigue el rastro a Machine, atacándolo en su casa. Welles lo desenmascara, revelando a un hombre calvo y con gafas llamado George. Él dice: «¿Qué esperabas, un monstruo?» George continúa diciéndole a Welles que no tiene ningún motivo oculto para sus acciones sádicas; Él los hace simplemente porque las disfruta. Terminan luchando y Welles lo mata. 
Después de regresar a casa con su familia, Welles recibe una carta de la Sra. Mathews, agradeciéndole y diciéndole que él y ella eran los únicos que se preocupaban por Mary Ann.

## Reparto
| Actor            | Personaje                             |
| ---------------- | ------------------------------------- |
| Nicolas Cage     | Tom Welles                            |
| Joaquín Phoenix  | Max California                        |
| James Gandolfini | Eddie Poole                           |
| Peter Stormare   | Dino Velvet                           |
| Anthony Heald    | Daniel Longdale                       |
| Chris Bauer      | George Anthony Higgins, alias Máquina |
| Catherine Keener | Amy Welles                            |
| Norman Reedus    | Warren Anderson                       |
| Myra Carter      | Mrs. Christian                        |
| Amy Morton       | Janet Mathews                         |
| Jenny Powell     | Mary Ann Mathews                      |

## Producción
El guion original del escritor Andrew Kevin Walker era completamente diferente. En la primera versión, más oscura y titulada Sexy World, Welles era un solitario que encontró la conexión humana en su amistad con el propietario de una aislada tienda de pornografía a un lado de la carretera. Walker más tarde tuvo una discusión con el director Schumacher sobre el contenido oscuro de la película y Schumacher, por indicaciones del estudio, cambió completamente el guion. Schumacher cortó una porción significativa de varias escenas de la película con el fin de no obtener una clasificación «X». Los cambios al guion ocasionaron la molestia de Walker, quien abandonó la filmación y se negó a ver el filme.
David Fincher fue la primera opción para dirigir la cinta. Los directores William Friedkin y Paul Verhoeven también fueron considerados. Bruce Willis rechazó el papel principal, mientras que Val Kilmer, Charlie Sheen, John Travolta, Mel Gibson y Nick Nolte fueron opciones. Eric Roberts, Tommy Lee Jones, Charles Dance, James Woods, Willem Dafoe y Rutger Hauer fueron considerados para el papel de Dino Velvet. Mark Wahlberg rechazó el papel de Max California.
La fotografía principal comenzó en febrero de 1998 en Miami, Florida. También se filmó en Nueva York, y los Sony Pictures Studios.

## Recepción
8mm contó con un presupuesto de  cuarenta millones de dólares y recaudó alrededor de noventa y seis millones de dólares. Se estrenó el 26 de febrero de 1999 y recibió críticas mixtas, registrando solamente un 23% de favorabilidad entre las reseñas de la base de críticas de cine Rotten Tomatoes. El afamado crítico Roger Ebert le otorgó a la cinta tres estrellas de cuatro posibles, diciendo: «8mm es un filme real. No un astuto ejercicio de explotación con todo lo llamativo de la depravación pero sin sus consecuencias. No es un filme donde los problemas morales se olvidan en la emoción del clímax». Fue nominada para el Premio Oso Dorado de Berlín en el Festival Internacional de Cine de Berlín de 1999.